# Lūnāvāda
Lūnāvāda är en ort i Indien.   Den ligger i distriktet Pānch Mahāls och delstaten Gujarat, i den centrala delen av landet, 700 km sydväst om huvudstaden New Delhi. Lūnāvāda ligger 104 meter över havet och antalet invånare är 35 431.
Terrängen runt Lūnāvāda är platt, och sluttar västerut. Runt Lūnāvāda är det tätbefolkat, med 383 invånare per kvadratkilometer. Lūnāvāda är det största samhället i trakten. Omgivningarna runt Lūnāvāda är en mosaik av jordbruksmark och naturlig växtlighet.